# De fire Djævle (film fra 1928)
 For alternative betydninger, se De fire Djævle.
De fire Djævle (originaltitel: 4 Devils) er en amerikansk dramastumfilm fra 1928, instrueret af F. W. Murnau og havde Janet Gaynor i hovedrollen.
Filmen blev udgivet af Fox Film Corporation, og blev produceret af William Fox, der havde hyret Murnau til at komme til USA. Der blev lavet en lydversion, med synkroniserede lydseffekter, musik og dialogsekvenser, uden Murnaus samarbejde.
Manuskriptet var skrevet af Carl Mayer baseret på Herman Bangs novelle Les Quatre Diables.

## Eksterne Henvisninger
- De fire Djævle på Internet Movie Database (engelsk)
- De fire Djævle i Svensk Filmdatabas (svensk)
- De fire Djævle på MovieMeter (nederlandsk)
- De fire Djævle på AllMovie (engelsk)
- De fire Djævle hos American Film Institute (engelsk)
- De fire Djævle på The Movie Database (engelsk)
- De fire Djævle på Filmaffinity (engelsk)